# Вулиця Огієнка (Львів)
Ву́лиця О́гієнка — вулиця у Галицькому районі міста Львова, неподалік від історичного центру. Сполучає вулиці Листопадового чину та Городоцьку. Прилучається вулиця Щепкіна.

## Назва
- 1855 — 1871 роки — Красіцького.
- 1871 — 1942 роки — Красіцькіх.
- травень 1942 — липень 1944 років — на часі німецької окупації Львова — Герренштрассе.
- липень 1944 — 1945 років — повернена передвоєнна назва — Красіцьких.
- 1945 — 1991 роки — Куйбишева, на честь радянського партійного діяча Валеріана Куйбишева[9].
- від 1991 року — сучасна назва, вулиця Огієнка, на честь українського вченого, громадського та церковного діяча, митрополита Івана Огієнка[10].

## Забудова
В забудові вулиці Огієнка присутні класицизм, сецесія, історизм, радянський конструктивізм. Більшість будинків є пам'ятками архітектури місцевого значення:
№ 1 — одноповерховий будинок, збудований у XIX столітті. До 1921 року власником будинку був польський граф, колишній міністр закордонних справ Австро-Угорщини, доктор права граф Аґенор Ґолуховський — син намісника Королівства Галичини та Володимирії Аґенора Ґолуховського. У міжвоєнний період в будинку працювало ательє дамських капелюхів Ґольдшміда. Нині будинок належить клінічній лікарні «Львівської залізниці». Будинок є пам'яткою архітектури місцевого значення № 1311-м.
№ 3 — поліклінічне відділення клінічної лікарні Львівської залізниці.
№ 4 — п'ятиповерховий житловий будинок, збудований у 1960-х роках. В одному з приміщень у партері будинку за радянських часів працював театральний магазин.
№ 5 — наприкінці XIX століття в будинку містився склад готових дзвонів та інших литих виробів фірми «Зиґмунт Мозер і Син».
До побудови будівлі дирекції австрійської державної залізниці на сучасній вулиці Гоголя, 1 у 1912—1913 роках, на початку XX століття дирекція перебувала в будинку на сучасній вулиці Огієнка, 5 (тодішній — Красіцькіх). Тут містилися секція львівських інженерів, спілка працівників та інші структурні підрозділи дирекції. Також мешкали інспектор залізниці та королівський радник Єжи Ґуттманн і на той час керівник дирекції та королівський радник Станіслав Рибицький. У міжвоєнний період тут діяло представництво ліги сприяння туризму. У 1940-х—1950-х роках — Залізнична поліклініка, нині тут розташований один з корпусів клінічної лікарні Львівської залізниці.
№ 6 — наприкінці XIX століття в будинку мешкав будівничий Віктор Шрьодль. На початку ХХ століття власницею будинку була Емілія Строх. Будинок є пам'яткою архітектури місцевого значення № 1310-м.
№ 7 — на початку XX століття власником будинку був Адольф Барон. В будинку діяли польське академічне товариство «Огніско» та єврейське товариство «Бар Кохва», редакція часопису «Ґазета Звйонзкова» (редактор Влодзімєж Гостинський), мешкали антиквар Теофіл Боровіч, театральний актор Леон Реґенський. Від радянських часів в будинку міститься клінічна лікарня Львівської залізниці. До складу клінічної лікарні входять: багатопрофільний стаціонар на 515 ліжок з цілодобовим наданням планової та ургентної медичної допомоги, поліклінічні відділення для дорослих і дітей, Міждорожній консультативно-діагностичний центр, Міждорожні центри здоров'я жінки, ендохірургії та урології. На базі лікувального закладу розгорнуто чотири кафедри Львівського національного медичного університету імені Данила Галицького: кафедра пропедевтики внутрішніх хвороб і сестринської справи, філія кафедри загальної хірургії, філія кафедри ендоскопії та малоінвазивної хірургії факультету післядипломної освіти, філія кафедри урології факультету післядипломної освіти.
№ 8 — житловий будинок, в якому на початку XX століття мешкав адвокат Альберт Самюелі, постачальник шпал для залізниці Шимон Улям, а також містилася торгова аґенція Симона Фельдеґена. Нині тут розташований магазин західноукраїнської мережі супермаркетів роздрібної торгівлі «Свій Маркет».
№ 9 — житловий будинок, в якому на початку XX століття мешкав адвокат, доктор права Леон Балабан, працювала торгова аґенція Германа Люфта, містилася редакція єврейського часопису «Схід» та пральня Клари Мельцер, мешкав директор кредитної спілки Емануель Вайсманн.
№ 10 — в партері будинку у міжвоєнний період містилася єврейська книгарня «Бет-Ізраель» Ізраеля Бета. Нині у цьому приміщенні міститься аптечна крамниця мережі аптек «D.S.».
№ 12 — за Польщі в будинку містилася філія жіночої народної школи імені Тадеуша Чацького, директором якої на той час був Кароль Вінніцький. За радянських часів в будинку містилося бюро міжнародного молодіжного туризму «Супутник» Львівського обкому ЛКСМУ. Нині в будинку діє хостел.
№ 13 — житловий будинок, у якому за Польщі містилося фотоательє Панцера.
№ 14 — на початку XX століття в партері будинку працювала крамниця трикотажних виробів «Бит», нині — центр ультразвукової діагностики «Ультрамед».
№ 15 — на початку XX століття власником будинку був Вацлав Томашевський. В будинку працювала кондитерська Матеуша Марцисяка, а також містилася школа каліграфії С. Нусдорфа.
№ 16 — на початку XX століття власниками будинку були Ісаак Блюменґартен та Ісаак Векслер. В будинку працювали друкарня Станіслава Марцисяка, їдальня Міхала Драбіка та продаж (фабричний склад) хірургічного інструменту Норберта Беренґаута.
№ 18, 18а — кам'яниці збудовані на початку XX століття фірмою Міхала Уляма і Зигмунта Кендзерського). Скульптурне оздоблення будинків приписується Францішку Томашу Бєрнату. В будинку № 18 за Польщі містилася приватна єврейська гімназія № 12, а за радянських часів — сектор прийому іноземних туристів та гідів-перекладачів. Нині тут містяться дитячі клуби Галицького району міста Львова — гурток англійської мови «English house», танцювальний гурток «Веселка» та гурток рукоділля і музичної творчості «Мажоретки», а також львівський клуб аргентинського танго «Milonguero» та офіс культурно-просвітницької організації «Альянс Франсез».
 В будинку № 18-А до початку війни містився гуртожиток приватної єврейської гімназії № 12 та готель «Еліт», у 1940-х—1950-х роках — середня школа № 30 міського відділу народної освіти та школа робітничої молоді № 13, нині тут Львівський обласний інститут післядипломної педагогічної освіти. Кам'яниці внесені до реєстру пам'яток архітектури місцевого значення під охоронним № 1311-м.
№ 20 — чотириповерховий житловий будинок, власником якого на початку XX століття був Самюель Ґірш, мешкали оперний співак Мар'ян Леонтович, ресторатор Натан Мьонти і фотограф Марек Мьонти, перукар Джетті Сейдлер. В партері будинку за польських часів працювала аптека К. Ауґестерна та магазин меблів Тененбаума.

## Меморіали, пам'ятники
У межах вшанування 100-ліття з дня створення Західноукраїнської Народної Республіки, 1 листопада 2018 року, на розі вулиць Листопадового чину та Огієнка відкрили пам'ятник героям Західноукраїнської Народної Республіки та Української Галицької Армії.